# Eremurus
Eremurus (lat. Eremurus), rod trajnice iz porodice čepljezovki. Postoji 59 priznatih vrsta raširenih po istočnoj Europi i Aziji.ref>Plants of the World online Pristupljeno 9. srpnja 2020.</ref>
Rod je opisan 1819.

## Vrste
1. Eremurus afghanicus Gilli
2. Eremurus aitchisonii Baker
3. Eremurus alaicus Khalk.
4. Eremurus alberti Regel
5. Eremurus × albocitrinus Baker
6. Eremurus altaicus (Pall.) Steven
7. Eremurus ammophilus Vved.
8. Eremurus anisopterus (Kar. & Kir.) Regel
9. Eremurus azerbajdzhanicus Kharkev.
10. Eremurus bactrianus Wendelbo
11. Eremurus brachystemon Vved.
12. Eremurus bucharicus Regel
13. Eremurus candidus Vved.
14. Eremurus cappadocicus J.Gay ex Baker
15. Eremurus chinensis O.Fedtsch.
16. Eremurus chloranthus Popov
17. Eremurus comosus O.Fedtsch.
18. Eremurus cristatus Vved.
19. Eremurus czatkalicus Lazkov
20. Eremurus × decoloratus Lazkov & Naumenko
21. Eremurus dolichomischus Vved. & Wendelbo
22. Eremurus furseorum Wendelbo
23. Eremurus fuscus (O.Fedtsch.) Vved.
24. Eremurus × gypsaceus Lazkov
25. Eremurus hilariae Popov & Vved.
26. Eremurus himalaicus Baker
27. Eremurus hissaricus Vved.
28. Eremurus iae Vved.
29. Eremurus inderiensis (M.Bieb.) Regel
30. Eremurus jungei Juz.
31. Eremurus kaufmannii Regel
32. Eremurus kopet-daghensis Karrer
33. Eremurus korowinii B.Fedtsch.
34. Eremurus korshinskyi O.Fedtsch.
35. Eremurus lachnostegius Vved.
36. Eremurus lactiflorus O.Fedtsch.
37. Eremurus × ludmillae Levichev & Priszter
38. Eremurus luteus Baker
39. Eremurus micranthus Vved.
40. Eremurus × nikitinae Lazkov
41. Eremurus nuratavicus Khokhr.
42. Eremurus olgae Regel
43. Eremurus parviflorus Regel
44. Eremurus persicus (Jaub. & Spach) Boiss.
45. Eremurus pubescens Vved.
46. Eremurus rechingeri Wendelbo
47. Eremurus regelii Vved.
48. Eremurus robustus (Regel) Regel
49. Eremurus roseolus Vved.
50. Eremurus saprjagajevii B.Fedtsch.
51. Eremurus soogdianus (Regel) Benth. & Hook.f.
52. Eremurus spectabilis M.Bieb.
53. Eremurus stenophyllus (Boiss. & Buhse) Baker
54. Eremurus subalbiflorus Vved.
55. Eremurus suworowii Regel
56. Eremurus tadshikorum Vved.
57. Eremurus tauricus Steven
58. Eremurus thiodanthus Juz.
59. Eremurus tianschanicus Pazij & Vved. ex Pavlov
60. Eremurus turkestanicus Regel
61. Eremurus wallii Rech.f.
62. Eremurus × warei Jekyll & E.T.Cook
63. Eremurus zangezuricus Mikheev
64. Eremurus zenaidae Vved.
65. Eremurus zoae Vved.

## Sinonimi
- Ammolirion Kar. & Kir.
- Henningia Kar. & Kir.
- Selonia Regel